# Dukem
Dukem (auch Dukam, Duukam; Oromo : Duukam) ist eine Stadt in der zentralen Region Oromia in Äthiopien. Die Stadt liegt in der Oromia-Sonderzone rund um Finfinne, 37 Kilometer südöstlich von Addis Abeba und 10 Kilometer nordwestlich von Bishoftu. Sie liegt 1950 Meter über dem Meeresspiegel. Es ist das Verwaltungszentrum vom Distrikt Akaki.

## Infrastruktur
Dukem liegt an der Schnellstraße Addis Abeba–Adama und hat einen Bahnhof an der Bahnstrecke Dschibuti–Addis Abeba. In der Stadt befindet sich auch der Industriepark Eastern Industrial Zone mit einer Fläche von 40 Hektar, der der East African Group (Ethiopia), Ltd. gehört und von dieser entwickelt wird.

## Demografie
Nach Angaben des Zentralamts für Statistik aus dem Jahr 2005 hat Dukem eine geschätzte Gesamtbevölkerung von 8704 Einwohnern, davon 4095 Männer und 4609 Frauen.